# Centrorhynchus albensis
Centrorhynchus albensis är en hakmaskart som beskrevs av Rengaraju och Das 1975. Centrorhynchus albensis ingår i släktet Centrorhynchus och familjen Centrorhynchidae. Inga underarter finns listade i Catalogue of Life.